# Nottertal-Heilinger Höhen
Nottertal-Heilinger Höhen − miasto w Niemczech, w kraju związkowym Turyngia, w powiecie Unstrut-Hainich. Powstało 31 grudnia 2019 z połączenia miasta Schlotheim oraz gmin Bothenheilingen, Issersheilingen, Kleinwelsbach, Neunheilingen i Obermehler. Miasto wraz z pięcioma gminami stały się jednocześnie dzielnicami (Ortsteil) nowo powstałego miasta. Nottertal-Heilinger Höhen pełni również funkcję "gminy realizującej" (niem. "erfüllende Gemeinde") dla gmin Körner oraz Marolterode.

## Geografia
Miasto leży na wzniesieniu Heilinger Höhen.